# Fontaneira
Fontaneira (llamada oficialmente Santiago da Fontaneira) es una parroquia y una aldea española del municipio de Baleira, en la provincia de Lugo, Galicia.

## Otras denominaciones
La parroquia también es conocida por el nombre de Santiago de Fontaneira.

## Organización territorial
La parroquia está formada por ocho entidades de población:
- Estornín (O Estornín)
- Fontaneira (A Fontaneira)
- O Sesto
- Pandelo
- Pasada (A Pasada)
- Trabeiro (O Trabeiro)
- Vilar dos Adrios (O Vilar dos Adrios)
- Xestoso

## Demografía

### Parroquia
| Gráfica de evolución demográfica de Fontaneira (parroquia) entre 2000 y 2021 |
|                                                                              |
| Datos según el nomenclátor publicado por el INE.                             |

### Aldea
| Gráfica de evolución demográfica de A Fontaneira (aldea) entre 2000 y 2021 |
|                                                                            |
| Datos según el nomenclátor publicado por el INE.                           |